# Planisphère de Sylvanus

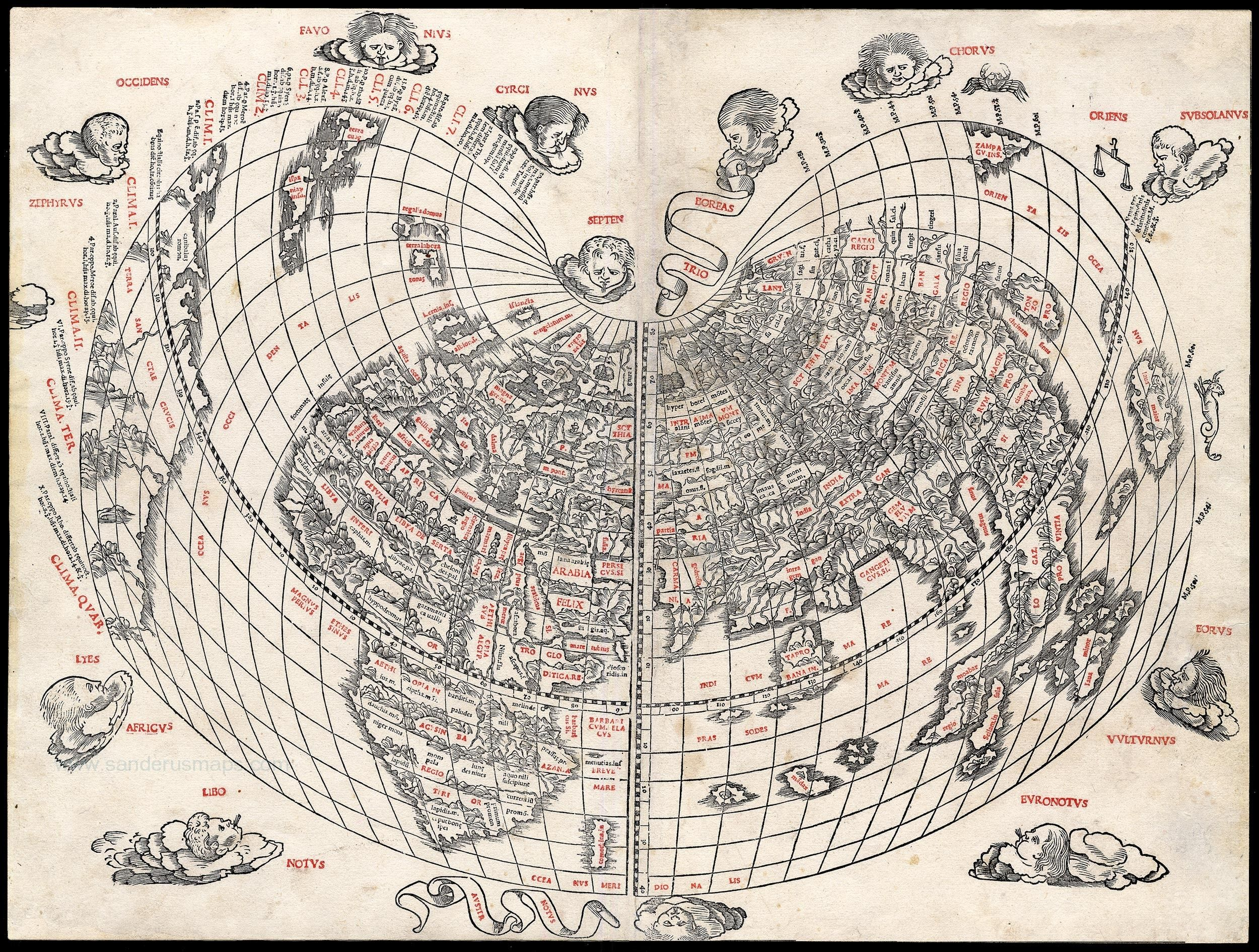
Planisphère de Sylvanus

Le planisphère de Sylvanus est la première carte imprimée en couleur. Il a été dessiné en 1511 par Bernard Sylvanus, pour l'édition 1511 de la Géographie de Ptolémée réalisée par Jacob Pentium.

## Description
Le planisphère, imprimé en noir et rouge, mesure 56,5 × 41,5 centimètres.

## Sources
- (en) Thomas Suárez, Shedding the Veil: Mapping the European Discovery of America and the World, World Scientific,  (ISBN 981-02-0869-3), pages 55-57